# Diário Olé
O Diário Olé é um jornal esportivo argentino. Criado em 1996, pertence ao Grupo Clarín.
O portal esportivo, também tem um tópico aonde destaca as principais musas do momento.[carece de fontes?] Muitas destas musas são por vezes desconhecidas do público e para que o leitor saiba quem ela é, relaciona em seu título da imagem, como: esposa de... (jogador), noiva de...(jogador) e em até algumas ocasioes como, ex (namorada, esposa ou noiva) de...(jogador).
No Brasil, foi a principal inspiração para a criação do diário LANCE!.[carece de fontes?] Utiliza manchetes com trocadilhos e provocações, dando maior enfoque para o futebol de seu país.